# Liste du patrimoine culturel immatériel de l'humanité au Yémen
Cet article recense les pratiques inscrites au patrimoine culturel immatériel au Yémen.

## Statistiques
Le Yémen ratifie la convention pour la sauvegarde du patrimoine culturel immatériel le 8 octobre 2007. La première pratique protégée est inscrite en 2008.
En 2024, le Yémen compte 5 éléments inscrits au patrimoine culturel immatériel, sur la liste représentative.

## Listes

### Liste représentative
L'élément suivant est inscrit sur la liste représentative du patrimoine culturel immatériel de l'humanité :
| Élément                                                                                     | Type | Subdivision | Année | Lien  | Notes | Illus. |
| ------------------------------------------------------------------------------------------- | --- | ----------- | ----- | ----- | --- | ------ |
| Le chant de Sana’a                                                                          | arts du spectacle                                                                                         |             | 2008  | 00077 | |        |
| Les connaissances, savoir-faire, traditions et pratiques associés au palmier dattier        | connaissances et pratiques concernant la nature et l'univers savoir-faire liés à l'artisanat traditionnel |             | 2019  | 01509 | Partagé avec l'Arabie saoudite, Bahreïn, l'Égypte, aux Émirats arabes unis, l'Irak, la Jordanie, le Koweït, le Maroc, la Mauritanie, Oman, la Palestine, le Qatar, le Soudan et la Tunisie            |        |
| La calligraphie arabe : connaissances, compétences et pratiques                             | pratiques sociales, rituels et événements festifs savoir-faire liés à l’artisanat traditionnel            |             | 2021  | 01718 | Partagé avec l'Arabie saoudite, l'Algérie, Bahreïn, l'Égypte, les Émirats arabes unis, l'Irak, la Jordanie, le Koweït, le Liban, la Mauritanie, le Maroc, Oman, la Palestine, le Soudan et la Tunisie |        |
| Les arts, savoir-faire et pratiques associés à la gravure sur métaux (or, argent et cuivre) | savoir-faire liés à l'artisanat traditionnel                                                              |             | 2023  | 01951 | Partagé avec l'Algérie, l'Arabie saoudite, l'Égypte, l'Irak, le Maroc, la Mauritanie, la Palestine, le Soudan et la Tunisie                                                                           |        |
| Le henné : rituels, esthétique et pratiques sociales                                        | pratiques sociales, rituels et événements festifs savoir-faire liés à l'artisanat traditionnel            |             | 2024  | 02116 | Partagé avec l'Algérie, l'Arabie saoudite, Bahreïn, l'Égypte, les Émirats arabes unis, l'Irak, la Jordanie, le Koweït, le Maroc, la Mauritanie, Oman, la Palestine, le Qatar, le Soudan et la Tunisie |        |

### Patrimoine immatériel nécessitant une sauvegarde urgente
Le Yémen ne compte aucun élément listé sur la liste du patrimoine immatériel nécessitant une sauvegarde urgente.

### Registre des meilleures pratiques de sauvegarde
Le Yémen ne compte aucune pratique listée au registre des meilleures pratiques de sauvegarde.